# Sexy, Free & Single
《Sexy, Free & Single》(섹시, 프리 앤 싱글)은  대한민국의 남성 그룹 슈퍼주니어의 6번째 정규 앨범이다. 2011년 8월 발매된 5집 《Mr. Simple》 이후 약 11개월 만에 발매된 정규 앨범으로, 본 앨범에는 멤버 강인이 2009년 3집 《Sorry, Sorry》 이후 3년 만에 팀에 합류하여 활동 당시 사회복무요원으로 복무 중이었던 희철을 제외한 총 10명의 멤버가 참여하였다. 타이틀 곡 〈Sexy, Free & Single〉은 하우스 음악과 소울 알앤비가 조화된 SOULFUL HOUSE 장르의 곡으로, 화려한 VOICE SYNTH와 WOBBLE BASS 사운드, 트렌디한 편곡이 인상적이다. 쉽고 중독적인 후렴구가 재미를 배가시키며, 가사에는 수많은 고민과 노력으로 깨닫게 된 성취감과 승리, 그리고 참고 이겨낸 자에게 주어지는 완벽한 해방감 등 섹시하고 자유로운 싱글남들의 성공 스토리를 다루었다.

## 배경 및 발매
슈퍼주니어는 6집 발표에 앞서 2012년 5월 27일 열렸던 4번째 월드 투어 SUPER SHOW 4 서울 앙코르 공연에서 리더 이특이 입대하기 전 6집 앨범을 발표할 것이라 밝히며 컴백을 예고하였다. 이후 컴백을 앞두고 6월 21일, 멤버 은혁을 시작으로 6월 26일, 시원과 규현의 티저까지 총 6일에 걸쳐 이미지 티저를 공개하였고 6월 29일 30초 분량의 티저 영상을 공개하며 컴백 신호탄에 들어갔다. 또한 티저 이미지와 영상 이외에도 6집 수록곡 〈Rockstar〉를 작곡한 Team One Sound의 트위터를 통한 녹음 현장 공개와 타이틀곡 〈Sexy, Free & Single〉 뮤직비디오 촬영 현장에서 만난 한 미국 팬과 함께 찍은 사진을 공개하는 등 비공식적으로도 무수한 스포일러를 공개하기도 하였다. 슈퍼주니어는 앨범 발매에 맞춰 서울 강남에 위치한 임피리얼팰리스 호텔에서 단독 기자회견을 열기도 하였다. 7월 1일 앨범 전곡 공개와 다음날인 2일 〈Sexy, Free & Single〉의 뮤직비디오를 공개하였고 7월 5일, Mnet 〈엠카운트다운〉을 통해 서브곡인 〈너로부터 (From U)〉와 〈Sexy, Free & Single〉 무대를 최초 공개하며 앨범 활동에 돌입하였다.

## 수록곡
| #            | 제목                           | 작사                | 작곡                                                        | 편곡                                               | 재생 시간 |
| ------------ | ------------------------------ | ------------------- | ----------------------------------------------------------- | -------------------------------------------------- | --------- |
| 1.           | 〈Sexy, Free & Single〉        | 유영진              | Daniel 'Obi' Klein, Thomas Sardorf, Lasse Lindorff          | Daniel 'Obi' Klein, Thomas Sardorf, Lasse Lindorff | 3:43      |
| 2.           | 〈너로부터〉 (From U)          | 유영진              | 유영진, 유한진                                              | 유영진, 유한진                                     | 3:10      |
| 3.           | 〈NOW〉                        | 김부민              | 히치하이커                                                  | 히치하이커                                         | 3:53      |
| 4.           | 〈Rockstar〉                   | Team One Sound      | Team One Sound                                              | Team One Sound                                     | 3:11      |
| 5.           | 〈걸리버〉 (Gulliver)          | 이혁재              | Markus Bøgelund, Søren Juhl Holmager, Mick Muxoll Rasmussen | 히치하이커                                         | 3:24      |
| 6.           | 〈언젠가는〉 (Someday)         | 이상은              | 이상은, 안진우                                              | 박창현                                             | 3:07      |
| 7.           | 〈달콤씁쓸〉 (Bittersweet)     | 김정배              | Kenzie                                                      | Kenzie                                             | 3:25      |
| 8.           | 〈빠삐용〉 (Butterfly)         | 황현, 신아녜스      | 황현                                                        | 황현                                               | 3:10      |
| 9.           | 〈머문다〉 (Daydream)          | 하정호, Storyteller | 하정호, Storyteller                                         | 하정호, Storyteller                                | 3:44      |
| 10.          | 〈헤어지는 날〉 (A 'Good' bye) | 박창현              | 박창현                                                      | 박창현                                             | 3:48      |
| 총 재생 시간 | 총 재생 시간                   | 총 재생 시간        | 총 재생 시간                                                | 총 재생 시간                                       | 34:35     |

| #            | 제목                           | 작사                | 작곡                                                           | 편곡                                               | 재생 시간 |
| ------------ | ------------------------------ | ------------------- | -------------------------------------------------------------- | -------------------------------------------------- | --------- |
| 1.           | 〈Sexy, Free & Single〉        | 유영진              | Daniel 'Obi' Klein, Thomas Sardorf, Lasse Lindorff             | Daniel 'Obi' Klein, Thomas Sardorf, Lasse Lindorff | 3:43      |
| 2.           | 〈SPY〉                        | Kenzie              | Thomas Troelsen, Mikkel Remee Sigvardt, Irving Szathmary, 황현 | Thomas Troelsen, Mikkel Remee Sigvardt, 황현       | 3:13      |
| 3.           | 〈너로부터〉 (From U)          | 유영진              | 유영진, 유한진                                                 | 유영진, 유한진                                     | 3:10      |
| 4.           | 〈Outsider〉                   | Kenzie              | Herbie Crichlow, Adam Pallin, Thomas Troelsen                  | Kenzie                                             | 3:05      |
| 5.           | 〈Only U〉                     | 박정수, 이동해      | 박정수, 이재명                                                 | 이재명                                             | 3:35      |
| 6.           | 〈하루 (HARU)〉                | 이동해, 권순일      | 이동해, 권순일                                                 | Team One Sound                                     | 3:28      |
| 7.           | 〈NOW〉                        | 김부민              | 히치하이커                                                     | 히치하이커                                         | 3:53      |
| 8.           | 〈Rockstar〉                   | Team One Sound      | Team One Sound                                                 | Team One Sound                                     | 3:11      |
| 9.           | 〈걸리버〉 (Gulliver)          | 이혁재              | Markus Bøgelund, Søren Juhl Holmager, Mick Muxoll Rasmussen    | 히치하이커                                         | 3:24      |
| 10.          | 〈언젠가는〉 (Someday)         | 이상은              | 이상은, 안진우                                                 | 박창현                                             | 3:07      |
| 11.          | 〈달콤씁쓸〉 (Bittersweet)     | 김정배              | Kenzie                                                         | Kenzie                                             | 3:25      |
| 12.          | 〈빠삐용〉 (Butterfly)         | 황현, 신아녜스      | 황현                                                           | 황현                                               | 3:10      |
| 13.          | 〈머문다〉 (Daydream)          | 하정호, Storyteller | 하정호, Storyteller                                            | 하정호, Storyteller                                | 3:44      |
| 14.          | 〈헤어지는 날〉 (A 'Good' bye) | 박창현              | 박창현                                                         | 박창현                                             | 3:48      |
| 총 재생 시간 | 총 재생 시간                   | 총 재생 시간        | 총 재생 시간                                                   | 총 재생 시간                                       | 47:56     |

| 곡 제목                   | 곡 당 파트 열외 멤버 (참여한 멤버)   |
| Sexy, Free & Single       | 신동                                 |
| SPY                       | -                                    |
| 너로부터 (From U)         | (이특, 예성, 은혁, 동해, 려욱, 규현) |
| Outsider                  | 신동                                 |
| Only U                    | -                                    |
| 하루 (HARU)               | -                                    |
| NOW                       | 시원                                 |
| Rockstar                  | -                                    |
| 걸리버 (Gulliver)         | (이특, 신동, 은혁, 동해, 려욱)       |
| 언젠가는 (Someday)        | -                                    |
| 달콤씁쓸 (Bittersweet)    | (예성, 성민, 려욱, 규현)             |
| 빠삐용 (Butterfly)        | 시원                                 |
| 머문다 (Daydream)         | -                                    |
| 헤어지는 날 (A 'Good'bye) | 시원                                 |

- 본 앨범 활동 및 자켓 촬영에 참여한 멤버들에 한해서 작성.

## 방송 출연 목록
| 방영 일자                                | 프로그램                                                       | 비고 |
| ---------------------------------------- | -------------------------------------------------------------- | --- |
| 음악 프로그램                            |                                                                | |
| 2012년 7월 5일                           | Mnet M! Countdown                                              | 너로부터 (From U) + Sexy, Free & Single                                                                          |
| 2012년 7월 7일                           | MBC 쇼! 음악중심                                               | 너로부터 (From U) + Sexy, Free & Single                                                                          |
| 2012년 7월 8일                           | SBS 인기가요                                                   | 인터뷰 + 너로부터 (From U) + Sexy, Free & Single                                                                 |
| 2012년 7월 10일                          | MBC MUSIC 쇼 챔피언                                            | 인터뷰 + Sexy, Free & Single + 챔피언송                                                                          |
| 2012년 7월 12일                          | Mnet M! Countdown                                              | Sexy, Free & Single + 1위                                                                                        |
| 2014년 7월 13일                          | KBS 2TV 뮤직뱅크                                               | Sexy, Free & Single                                                                                              |
| 2012년 7월 14일                          | MBC 쇼! 음악중심                                               | Sexy, Free & Single                                                                                              |
| 2012년 7월 15일                          | SBS 인기가요                                                   | Sexy, Free & Single                                                                                              |
| 2012년 7월 17일                          | MBC MUSIC 쇼 챔피언 (시원 불참)                                | 인터뷰 + Sexy, Free & Single + 챔피언송                                                                          |
| 2012년 7월 19일                          | Mnet M! Countdown                                              | Sexy, Free & Single + 1위                                                                                        |
| 2014년 7월 20일                          | KBS 2TV 뮤직뱅크                                               | Sexy, Free & Single + 1위                                                                                        |
| 2012년 7월 21일                          | MBC 쇼! 음악중심                                               | Sexy, Free & Single                                                                                              |
| 2012년 7월 22일                          | SBS 인기가요                                                   | Sexy, Free & Single                                                                                              |
| 2012년 7월 24일                          | MBC MUSIC 쇼 챔피언                                            | Sexy, Free & Single + 인터뷰 + 챔피언송                                                                          |
| 2012년 7월 26일                          | Mnet M! Countdown                                              | Sexy, Free & Single + 1위                                                                                        |
| 2014년 7월 27일                          | KBS 2TV 뮤직뱅크                                               | Sexy, Free & Single + 1위                                                                                        |
| 2012년 7월 29일                          | SBS 인기가요                                                   | Sexy, Free & Single                                                                                              |
| 2012년 8월 2일                           | Mnet M! Countdown                                              | Mr. Simple + Sexy, Free & Single + SPY Intro Teaser                                                              |
| 2012년 8월 9일                           | Mnet M! Countdown                                              | SPY |
| 2014년 8월 10일                          | KBS 2TV 뮤직뱅크                                               | 대기실 + SPY |
| 2012년 8월 11일                          | MBC 쇼! 음악중심                                               | SPY |
| 2012년 8월 12일                          | SBS 인기가요                                                   | SPY |
| 2012년 8월 12일 (7월 6일 녹화)           | KBS 1TV 열린음악회                                             | Mr. Simple + Ment + Sexy, Free & Single                                                                          |
| 2012년 8월 17일                          | KBS 2TV 뮤직뱅크                                               | SPY |
| 2012년 8월 18일 (13일 녹화)              | MBC 쇼! 음악중심 - 2012 대한민국 음악대향연 특집               | SPY |
| 2012년 8월 19일                          | SBS 인기가요                                                   | SPY |
| 2012년 8월 30일                          | Mnet M! Countdown                                              | Sexy, Free & Single + SPY                                                                                        |
| 2012년 8월 31일 (29일 녹화)              | KBS 2TV 뮤직뱅크 - 2012 인천공항 SKY FESTIVAL                  | SPY |
| 2012년 9월 1일                           | MBC 쇼! 음악중심                                               | SPY |
| 2012년 9월 11일                          | MBC MUSIC 쇼 챔피언                                            | 백스테이지 + SPY                                                                                                 |
| 예능 프로그램                            |                                                                | |
| 2012년 7월 14일                          | tvN SNL 코리아 시즌2                                           | 시원 불참 |
| 2012년 7월 17일 (1일 녹화)               | KBS 2TV 1대 100                                                | 규현 |
| 2012년 7월 23일                          | Mnet 비틀즈코드 시즌 2                                         | 예성, 신동, 성민, 은혁, 려욱                                                                                     |
| 2012년 7월 23일 (15일 녹화)              | KBS 2TV 대국민 토크쇼 안녕하세요 바캉스 특집                   | 이특, 성민, 은혁, 려욱, 규현                                                                                     |
| 2012년 7월 23일                          | MBC 놀러와 - 세기의 아이돌 스페셜                              | 이특, 예성, 신동, 은혁                                                                                           |
| 2012년 7월 24일                          | SBS 강심장                                                     | 이특, 신동, 은혁, 규현                                                                                           |
| 2012년 7월 30일                          | Mnet 비틀즈코드 시즌 2                                         | 예성, 신동, 성민, 은혁, 려욱                                                                                     |
| 2012년 9월 5일                           | MBC 에브리원 주간 아이돌                                       | 이특, 은혁, 려욱, 규현                                                                                           |
| 2012년 9월 12일                          | MBC 에브리원 주간 아이돌                                       | 이특, 은혁, 려욱, 규현                                                                                           |
| 2012년 9월 5일 (8월 8일 녹화)            | MBC 황금어장 라디오스타 - 최시원과 아이들 특집                 | 이특, 신동, 은혁, 시원                                                                                           |
| 2012년 9월 12일 (8월 8일 녹화)           | MBC 황금어장 라디오스타 - 최시원과 아이들 특집                 | 이특, 신동, 은혁, 시원                                                                                           |
| 2012년 9월 22일                          | JTBC 신화방송 - 글로벌채널                                     | 예성, 신동, 성민, 은혁, 려욱, 규현                                                                               |
| 2012년 9월 29일                          | JTBC 신화방송 - 글로벌채널                                     | 예성, 신동, 성민, 은혁, 려욱, 규현                                                                               |
| 2012년 10월 6일                          | KBS 2TV 이야기쇼 두드림 (멘티 출연)                            | 은혁, 규현 |
| 2012년 11월 26일 (18일 녹화)             | KBS 2TV 대국민 토크쇼 안녕하세요 100회 특집                    | 신동, 성민, 은혁                                                                                                 |
| 2013년 7월 22일                          | KBS 2TV 대국민 토크쇼 안녕하세요                               | 은혁, 려욱 (헨리, EXO 찬열, 수호, 크리스 공동 게스트 출연)                                                       |
| 2013년 7월 10일                          | MBC 황금어장 라디오스타 - 습격사건 특집                        | 성민 (공동 게스트 출연)                                                                                          |
| 2013년 10월 9일                          | MBC 황금어장 라디오스타 - 강력추천 특집                        | 려욱 (공동 게스트 출연)                                                                                          |
| 라디오 출연                              |                                                                | |
| 특집 프로그램 및 시상식                  |                                                                | |
| 2012년 6월 28일                          | Mnet 20's Choice                                               | 인터뷰 + 글로벌스타상 수상 + 떴다 오빠 (Oppa, Oppa)                                                              |
| 2012년 10월 11일 (현지 시각 4일 녹화)    | Mnet M! Countdown One Asia Tour - Smile Thailand               | SUPERMAN Prelude + SPY + Sexy, Free & Single                                                                     |
| 2012년 11월 17일 (현지 시각 2일 녹화)    | KBS 2TV 뮤직뱅크 in 칠레                                       | 규현 MC + 셀프카메라 + Sexy, Free & Single + Ment + Miracle + Sorry, Sorry                                       |
| 2012년 11월 30일                         | 2012 Mnet Asian Music Awards                                   | 베스트 글로벌 남자 그룹상 + 최고의 라인상 + 올해의 앨범상 + SPY + Sexy, Free & Single                            |
| 2012년 12월 28일                         | 2012 KBS 가요대축제                                            | Sexy, Free & Single                                                                                              |
| 2012년 12월 29일                         | 2012 SBS 가요대전                                              | Spectrum (S.M. The Performance - 동해, 은혁) + Sexy, Free & Single                                               |
| 2013년 1월 1일                           | 2012 MBC 가요대제전                                            | Mr. Simple Prelude + Sexy, Free & Single                                                                         |
| 2013년 1월 19일 (현지 시각 15일 녹화)    | 2012 골든디스크상 In 쿠알라룸푸르 - 음반 부문 (JTBC 녹화 중계) | MSN 사우스이스트아시아상 + 디스크 본상 + 대상 + 미인아 (BONAMANA) + 떴다 오빠 (Oppa, Oppa) + Sexy, Free & Single |
| 2013년 1월 31일                          | 2012 하이원 서울가요대상                                       | 한류 특별상 + 본상 + Sexy, Free & Single + Break Down                                                            |
| 2013년 2월 13일                          | 제 2회 가온 차트 K-POP 어워드                                  | 올해의 가수상 앨범부문 3분기 + Mr. Simple + Sexy, Free & Single                                                  |
| 2013년 3월 19일 (현지 시각 9일 녹화)     | KBS 2TV 뮤직뱅크 in 자카르타                                   | 규현 MC + 미인아 (BONAMANA) + Ment + 떴다 오빠 (Oppa, Oppa) + Sexy, Free & Single                                |
| 2013년 7월 3일 (현지 시각 6월 28일 녹화) | KBS 2TV 2013 한중우정 콘서트                                   | Mr. Simple + Ment + Sexy, Free & Single                                                                          |
| 2013년 9월 13일 (현지 시각 7일 녹화)     | KBS 2TV 뮤직뱅크 IN 이스탄불                                   | 규현, 강인, 성민 MC + Mr. Simple + Ment + Sexy, Free & Single + Miracle + Sorry, Sorry                           |
| 2013년 9월 19일 (1일 녹화)               | MBC 인천 코리안 뮤직웨이브 2013                                | Mr. Simple + Ment + Sexy, Free & Single                                                                          |